# 지요다구
지요다구(일본어: 千代田区 지요다쿠[*])는 일본 도쿄도의 특별구 가운데 하나이다. 일본의 황궁(궁내청), 입법부, 사법부, 행정부 모든 주요 기관들이 이 지역에 있으며, 정부기관, 공공기관들도 대다수 밀집되어 있다. 또한 마루노우치와 오테마치를 중심으로 일본의 경제와 금융 중심지를 형성하며, 일본 언론의 심장이기도 하다. 한 마디로 도쿄도에서 가장 중요한 지역으로, 도쿄도의 중심인 도심(Downtown)이다. 2019년 6월 기준으로 추계 인구는 64,894명이고 인구밀도는 5,230명/km2로 특별구 중 가장 낮다. 총 면적은 11.66km2이고 고쿄가 12%를 차지한다.

## 시설

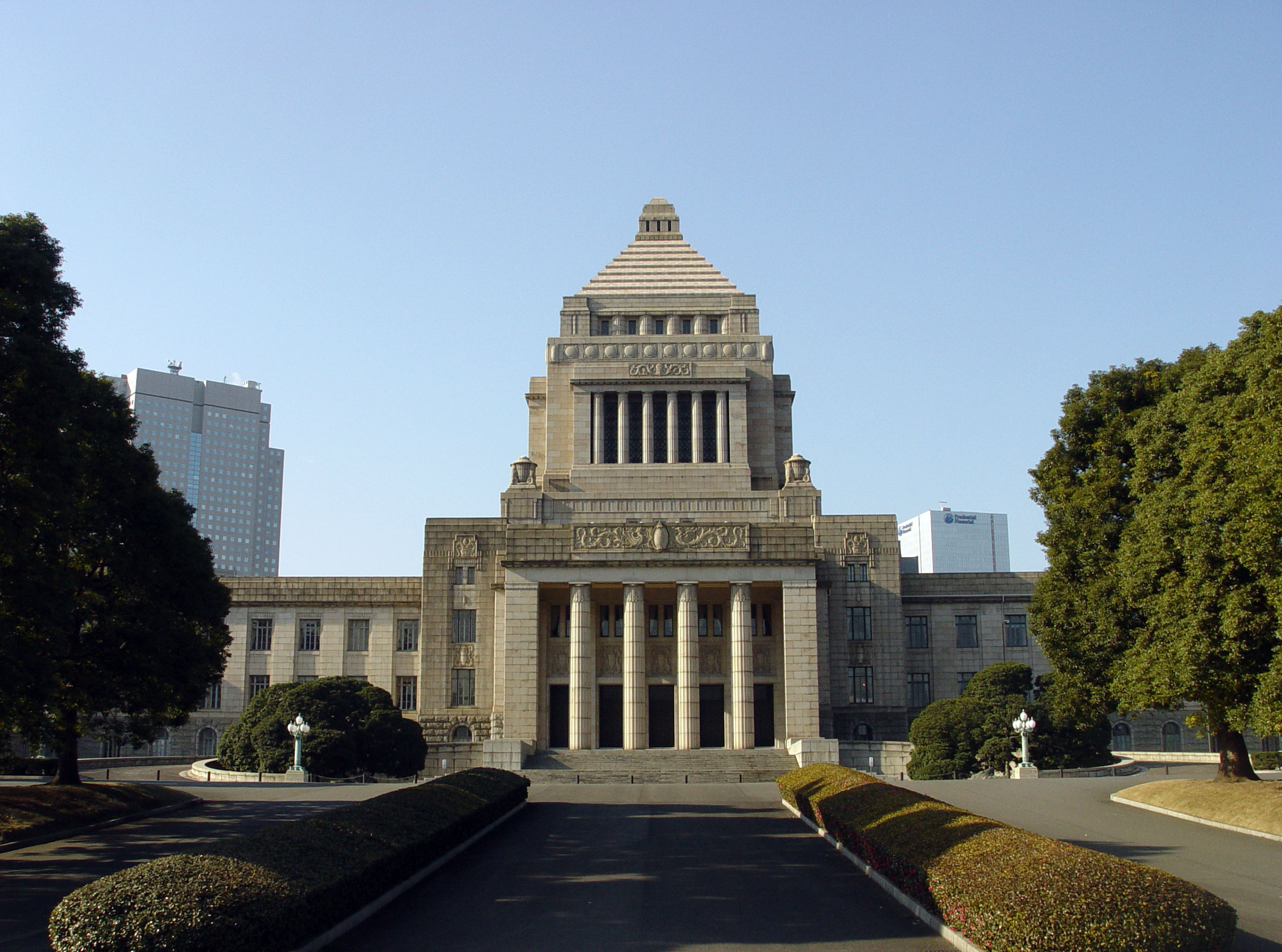
국회의사당

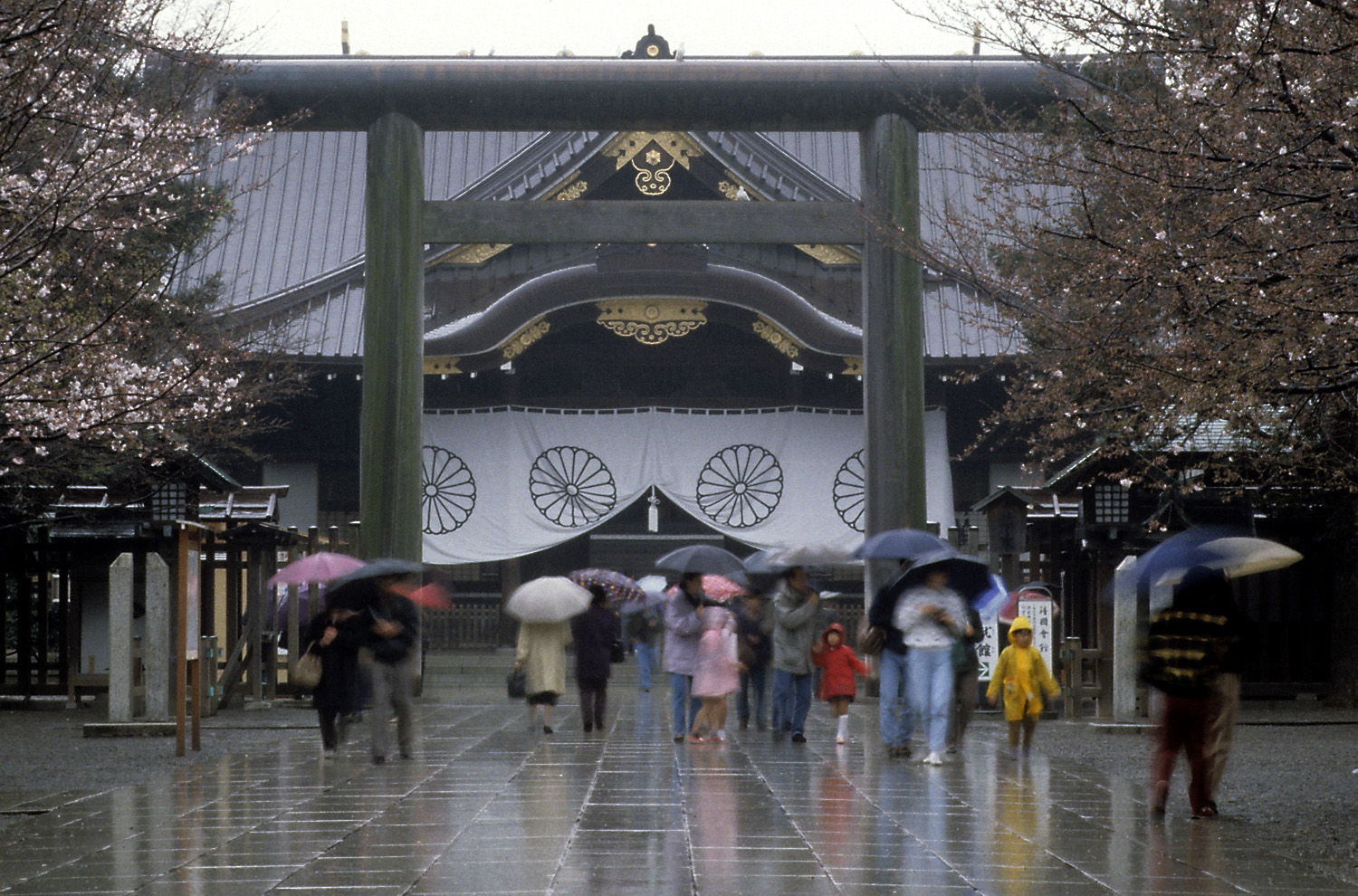
야스쿠니 신사

지요다구는 고쿄와 그 주변 반경 1km 지역으로 이루어져 있다. 지요다라는 이름은 '천 세대의 밭'을 의미하며 에도성의 다른 이름인 '지요다성'에서 따온 것이다. 국회의사당, 수상 관저, 최고재판소와 같은 많은 정부 기관과 야스쿠니 신사, 도쿄역, 일본무도관같은 도쿄의 랜드마크들, 17개국의 재외공관이 지요다구에 위치해 있다.

## 역사
지요다구는 1947년 3월 15일에 간다구(현재 지요다구의 북동부의 아키하바라역 주변에 해당함)와 고지마치구(지요다구의 나머지 부분)가 합쳐져 성립되었다.

## 지리
지요다구는 도쿄 중앙의 심장부에 위치해 있다. 구의 중심 지역은 고쿄가 차지하고 있다. 동쪽은 주오구와 접하고 있고 도쿄역이 위치해 있다. 남쪽은 미나토구와 접하고 히비야 공원과 국회의사당에 둘러싸여 있다. 구의 대부분을 행정 기관들이 차지하고 있다. 서쪽과 북서쪽은 주로 상류층의 거주지로 야스쿠니 신사 또한 이곳에 있다. 북쪽과 북동쪽에는 몇몇 주택 지구와 아키하바라와 같은 상업 지구가 있다.

## 지역

### 고지마치 지구(麹町地区)
옛 고지마치구에 해당한다.
- 이다바시(飯田橋)
- 이치반초(一番町)
- 우치사이와이초(内幸町): 히비야 공원과 가깝고 데이코쿠 호텔, 미즈호파이낸셜그룹과 같은 은행 본사들이 있다.
- 오테마치(大手町): 마루노우치의 북쪽으로 주요 금융 기관과 신문사들이 있다.
- 가스미가세키(霞ヶ関): 일본의 행정 기관들이 모여있는 곳이다.
- 기오이초(紀尾井町)
- 기타노마루 공원(北の丸公園): 고쿄의 북쪽에 있으며 부도칸이 이곳에 있다.
- 구단(九段): 구단시타(九段下) 역 주변 - 고쿄의 북서쪽에 해당한다.
  - 구단미나미(九段南)
  - 구단기타(九段北): 야스쿠니 신사가 위치해 있다.
- 반초(番町): 1~6반초까지의 여섯 개의 지구로 이루어져있다. 상류층의 주거 지역으로 벨기에, 영국, 이스라엘 대사관이 있다.
  - 이치반초(一番町)
  - 니반초(二番町)
  - 산반초(三番町)
  - 욘반초(四番町)
  - 고반초(五番町)
  - 로쿠반초(六番町)
- 고지마치(麹町): 고쿄의 서쪽의 오래된 주택 지구이자 상업 지구로 아일랜드 대사관이 있다.
- 지요다(千代田): 고쿄의 공식적인 주소는 "지요다구, 지요다 1번지"이다.
- 나가타초(永田町): 일본 국회와 히에 신사가 있다.
- 하야부사초(隼町)
- 히토쓰바시(一ツ橋) 1초메
- 히비야 공원(日比谷公園): 고쿄 남쪽의 커다란 공원인 히비야 공원 지역이다.
- 히라카와초(平河町)
- 후지미(富士見): 호세이 대학과 재일본조선인총련합회 중앙본부가 있다.
- 마루노우치(丸の内): 고쿄와 도쿄역 사이에 위치하며 전통적인 상업 중심지 중 하나이다.
- 유라쿠초(有楽町): 마루노우치의 남쪽에 있고 도쿄역 업무 지구의 일부이다.

### 간다 지구(神田地区)
옛 간다구에 해당한다. 구의 북쪽 소토칸다에는 유명한 아키하바라 전자 지구가 있다.
- 간다아이오이초(神田相生町)
- 간다아와지초(神田淡路町)
- 간다이즈미초(神田和泉町)
- 간다이와모토초(神田岩本町): 원 지역 대부분은 이와모토초로 변경되었다.
- 간다오가와마치(神田小川町): 진보초의 서쪽, 스포츠용품 상점가.
- 간다카지초(神田鍛冶町): 간다카지초3초메만 존재. (1초메와 2초메는 '카지초')
- 간다키타노리모노초(神田北乗物町)
- 간다콘야초(神田紺屋町)
- 간다사쿠마가시(神田佐久間河岸)
- 간다사쿠마초(神田佐久間町): 도쿄 메트로 아키하바라역이 있다.
- 간다사루가쿠초(神田猿楽町)
- 간다진보초(神田神保町): 고서점가. 진보초역이 있다.
- 간다스다초(神田須田町)
- 간다스루가다이(神田駿河台): 오차노미즈역 주변 지역. 메이지 대학, 니혼 대학 등이 있는 학생 거리.
- 간다타초(神田多町): 간다타초2초메만 남음.
- 간다츠카사마치(神田司町): 간다츠카사마치2초메만 남음.
- 간다도미야마초(神田富山町)
- 간다니시키초(神田錦町)
- 간다니시후쿠다초(神田西福田町)
- 간다네리베이초(神田練塀町)
- 간다하나오카초(神田花岡町): 요도바시Akiba, 쓰쿠바 익스프레스 아키하바라역이 있다.
- 간다히가시콘야초(神田東紺屋町)
- 간다히가시마츠시타초(神田東松下町)
- 간다히라카와초(神田平河町)
- 간다마츠나가초(神田松永町)
- 간다미쿠라초(神田美倉町)
- 간다미사키초(神田三崎町)
- 간다미토시로초(神田美土代町)
- 우치간다(内神田): 간다역 서쪽 지역.
- 소토칸다(外神田): 아키하바라역 북서쪽 지역. 아키하바라의 전자상가와 오타쿠거리의 핵심을 이룬다.
- 니시간다(西神田)
- 히가시간다(東神田)
- 이와모토초(岩本町)
- 가지초(鍛冶町)
- 히토쓰바시(一ツ橋) 2초메

## 경제

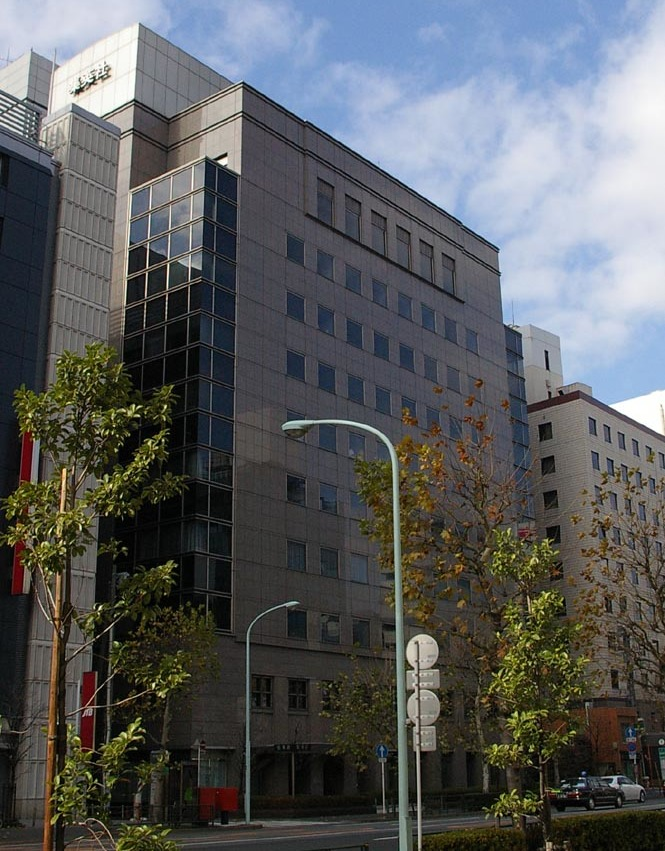
슈에이샤의 본사

2001년 10월 1일에 지요다구에는 36,233개의 업무 시설과 888,149명의 직원들이 있었다. 분게이슌주, 다탐폴리스타, 하쿠센샤, 미즈호파이낸셜그룹, 뉴오타니, 세븐앤아이홀딩스, 신세이 은행, 쇼가쿠칸, 슈에이샤, 야마자키 은행, 가루비, 도쿄전력이 지요다구에 본사를 두고 있다.
또한 수노코, 아메리칸메가트렌즈, 휴렛패커드 등의 외국 회사가 지요다구에 지사를 두고 있다.

## 교육

### 대학
- 국립
  - 히토쓰바시 대학
- 사립
  - 조치 대학
  - 메이지 대학
  - 호세이 대학
  - 니혼 대학
    - 치학부, 이공학부, 법학부, 경제학부, 통신교육부, 법과대학원, 글로벌 비즈니스연구과, 종합사회정보연구과, 종합과학연구과

  - 센슈 대학
  - 일본공업대학
  - 일본치과대학

## 교통

### 철도
- 동일본 여객철도
  - 게이요선
    - 도쿄역 - (주오구)

  - 게이힌 도호쿠선
    - (다이토구) - 아키하바라역 - 간다역 - 도쿄역 - 유라쿠초역 - (미나토구)

  - 도카이도선
    - 도쿄역 - (미나토구)

  - 도호쿠 신칸센
    - 도쿄역 - (다이토구)

  - 소부 쾌속선
    - 도쿄역 - (주오구)

  - 야마노테선
    - (다이토구) - 아키하바라역 - 간다역 - 도쿄역 - 유라쿠초역 - (미나토구)

  - 요코스카선
    - 도쿄역 - (미나토구)

  - 주오 쾌속선
    - 도쿄역 - 간다역 - 오차노미즈역 - (신주쿠구)

- 도카이 여객철도
  - 도카이도 신칸센

- 도쿄 메트로
  - 히비야선
    - (미나토구) - 가스미가세키역 - 히비야역 - (주오구) - 아키하바라역 - (다이토구)

  - 긴자선
    - (미나토구) - 다메이케산노역 - (미나토구) - (주오구) - 간다역 - 스에히로초역 - (다이토구)

  - 마루노우치선
    - (미나토구) - 곳카이기지도마에역 - 가스미가세키역 - (주오구) - 도쿄역 - 오테마치역 - 아와지초역 - (분쿄구)

  - 도자이선
    - (신주쿠구) - 구단시타역 - 다케바시역 - 오테마치역 - (주오구)

  - 난보쿠선
  - 유라쿠초선
  - 한조몬선

- 도쿄도 교통국(도에이 지하철)
  - 미타선
    - (미나토구) - 우치사이와이초역 - 히비야역 - 오테마치역 - 진보초역 - (분쿄구)

  - 신주쿠선

- 수도권 신도시 철도
  - 쓰쿠바 익스프레스

## 시설

### 관청
- 국회의사당
- 최고재판소
- 총리대신 관저
- 경시청
- 내각부 청사
- 내각관방 청사
- 외무성 청사
- 재무성 청사
- 경제산업성 청사
- 궁내청 청사

### 신사
- 야스쿠니 신사

### 방송국
- 도쿄 메트로폴리탄 텔레비전

### 재외공관

#### 대사관
| - 남아프리카 공화국 - 레바논 - 룩셈부르크 - 멕시코 - 바티칸 시국 | - 베냉 - 벨기에 - 보스니아 헤르체고비나 - 아일랜드 - 영국 | - 이스라엘 - 인도 - 튀니지 - 포르투갈 |

#### 영사관
- 세이셸

#### 대표부
- 재일본조선인총련합회 중앙본부
- 팔레스타인

## 같이 보기
- 가스미가세키
- 후지미 (富士見)
- 가도카와 쇼텐 (角川書店)
- 쇼가쿠칸 (小学館)
- 세텔레이트 컬쳐 재팬 주식회사 (囲碁・将棋チャンネル)
- 간다 마츠리 (千代田區) - 축제